# Plantago brasiliensis
Plantago brasiliensis är en grobladsväxtart som beskrevs av John Sims. Plantago brasiliensis ingår i släktet kämpar, och familjen grobladsväxter. Inga underarter finns listade i Catalogue of Life.